# Anabaena
Anabaena ist eine Gattung fädiger Cyanobakterien oder „Blaualgen“.

## Merkmale
Anabaena bildet unverzweigte, einzellreihige Fäden von blaugrüner, graugrüner bis gelbgrüner Farbe. Die einzelnen Zellen sind kugelförmig bis zylindrisch. An den Zellgrenzen sind die Fäden stets eingeschnürt bis perlschnurartig. Die Fäden können von einer Gallerte umgeben sein. 
Das Wachstum erfolgt durch Zellteilungen innerhalb des Fadens. Die Vermehrung erfolgt ungeschlechtlich durch Fragmentation der Fäden. Ungünstige Perioden werden als Dauerstadien überdauert, als länglich ovale Akineten.
Im Faden befinden sich häufig farblose, dickwandige, etwas größere Zellen, die Heterozysten. Diese Heterocysten sind in der Lage Luftstickstoff zu fixieren und zu Ammonium zu reduzieren.

## Vorkommen
Die meisten Arten leben im Süßwasser, einige wenige kommen auch in Meerwasser vor. Die Arten leben im Plankton, am Grund (benthisch) und auf Wasserpflanzen in kleinen und auch größeren, nährstoffreichen Gewässern. Auch in sauren Moorgewässern kommen sie vor. Sie können durch Bilden und Abbauen von Gasvakuolen im Wasser aufsteigen und absinken. 

## Ökologie
Verschiedene Anabaena-Arten bilden Symbiosen mit anderen Pflanzen, zum Beispiel mit dem Algenfarn (Azolla), und versorgen diese mit Stickstoffverbindungen.
Manche Arten können Nervengifte bilden: Anatoxin-a (1-(8-Amino-cyclooct-1-enyl)-ethanon), das Viehsterben auslösen kann. 
Einige Arten von Anabaena werden auf Reisfeldern eingesetzt als effektiver natürlicher Dünger.

## Genetik
Ein DNA-Sequenzierungs-Projekt wurde im Jahre 1999 durchgeführt, bei dem das komplette Genom von Anabaena variabilis kartiert wurde, das 7,2 Millionen Basenpaare lang ist. Die Studie setzte ihren Schwerpunkt auf die Heterozysten.

## Arten
Es sind rund 100 Arten bekannt. Die häufigsten mitteleuropäischen Arten sind:
- Anabaena circinalis im Plankton stehender Gewässer, kann Wasserblüten erzeugen.
- Anabaena cylindrica, an Wasserpflanzen und am Boden von Teichen und Seen.
- Anabaena flos-aquae in Teichen und Seen, bildet Wasserblüten in Form von schmierigen Schleimschichten an der Wasseroberfläche.
- Anabaena sphaerica, in Tümpeln, Teichen, Moorgewässern.
- Anabaena spiroides, häufig in Seen und Teichen.

Weitere Arten nach AlgaeBase (Auswahl):
- Anabaena aequalis O. Borge
- Anabaena inaequalis Bornet & Flahault

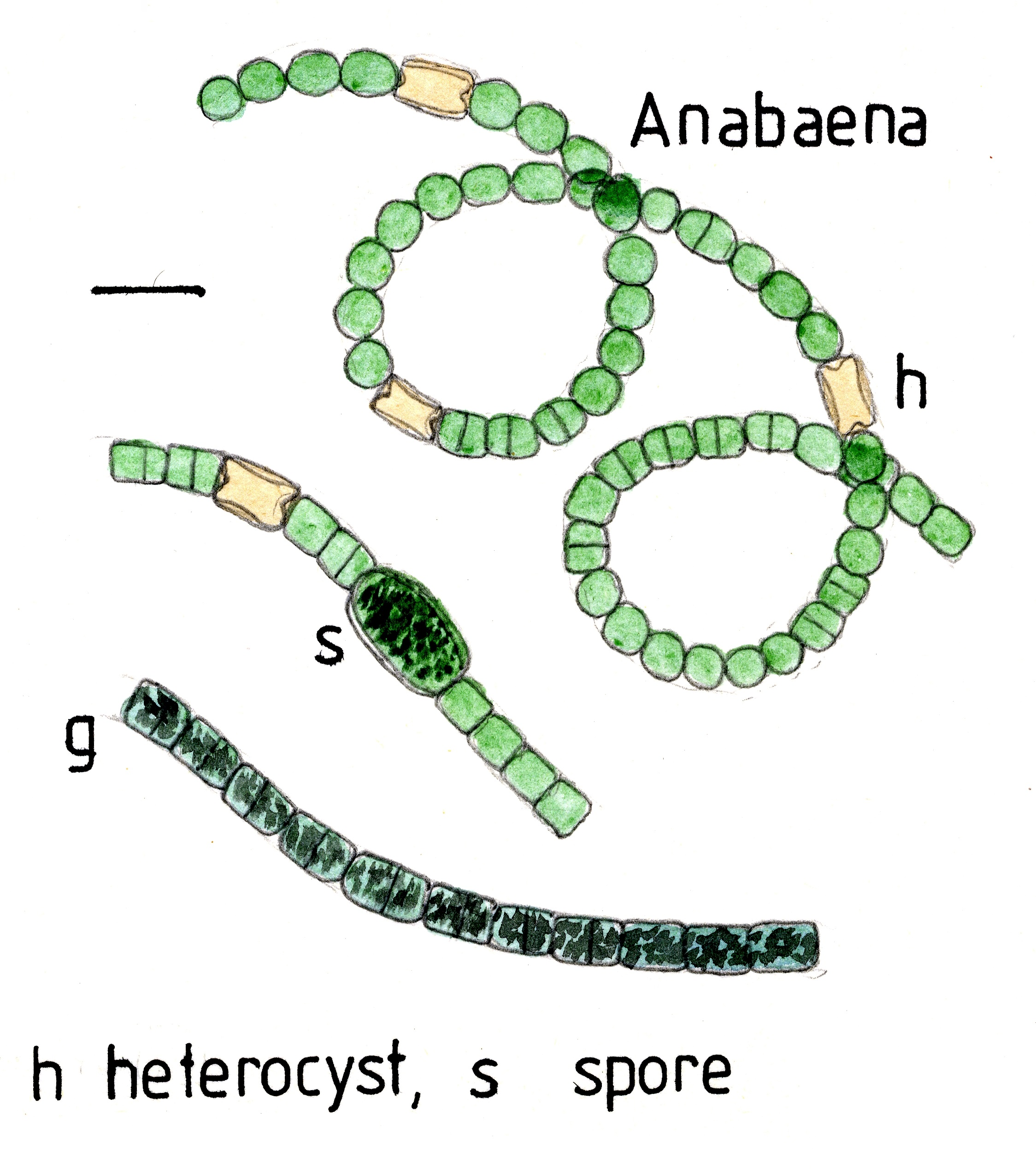
Illustration
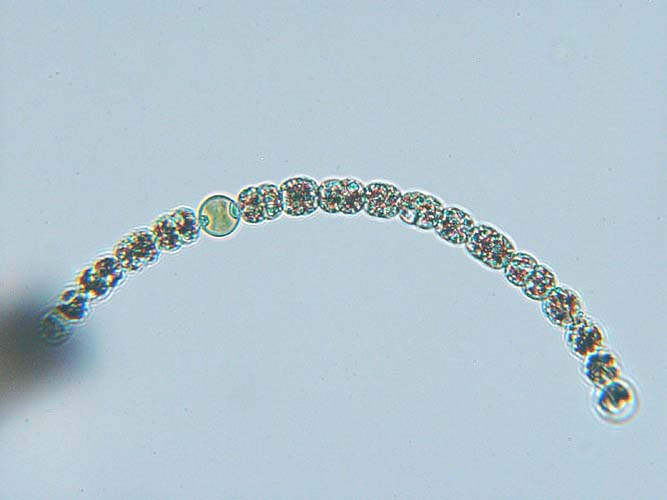
Anabaena circinalis
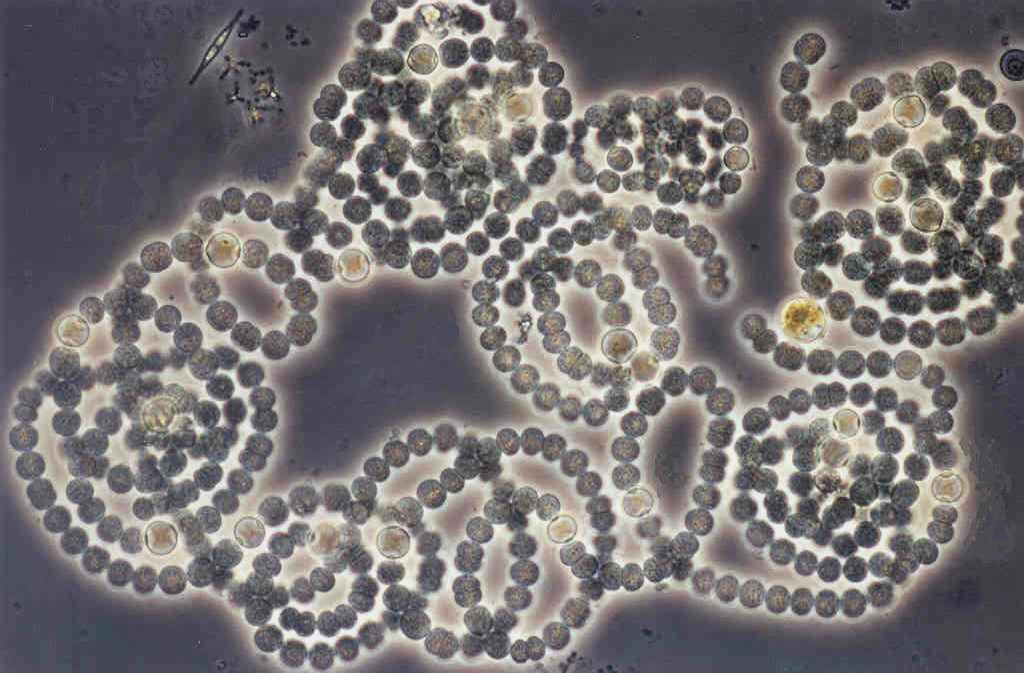
Anabaena circinalis
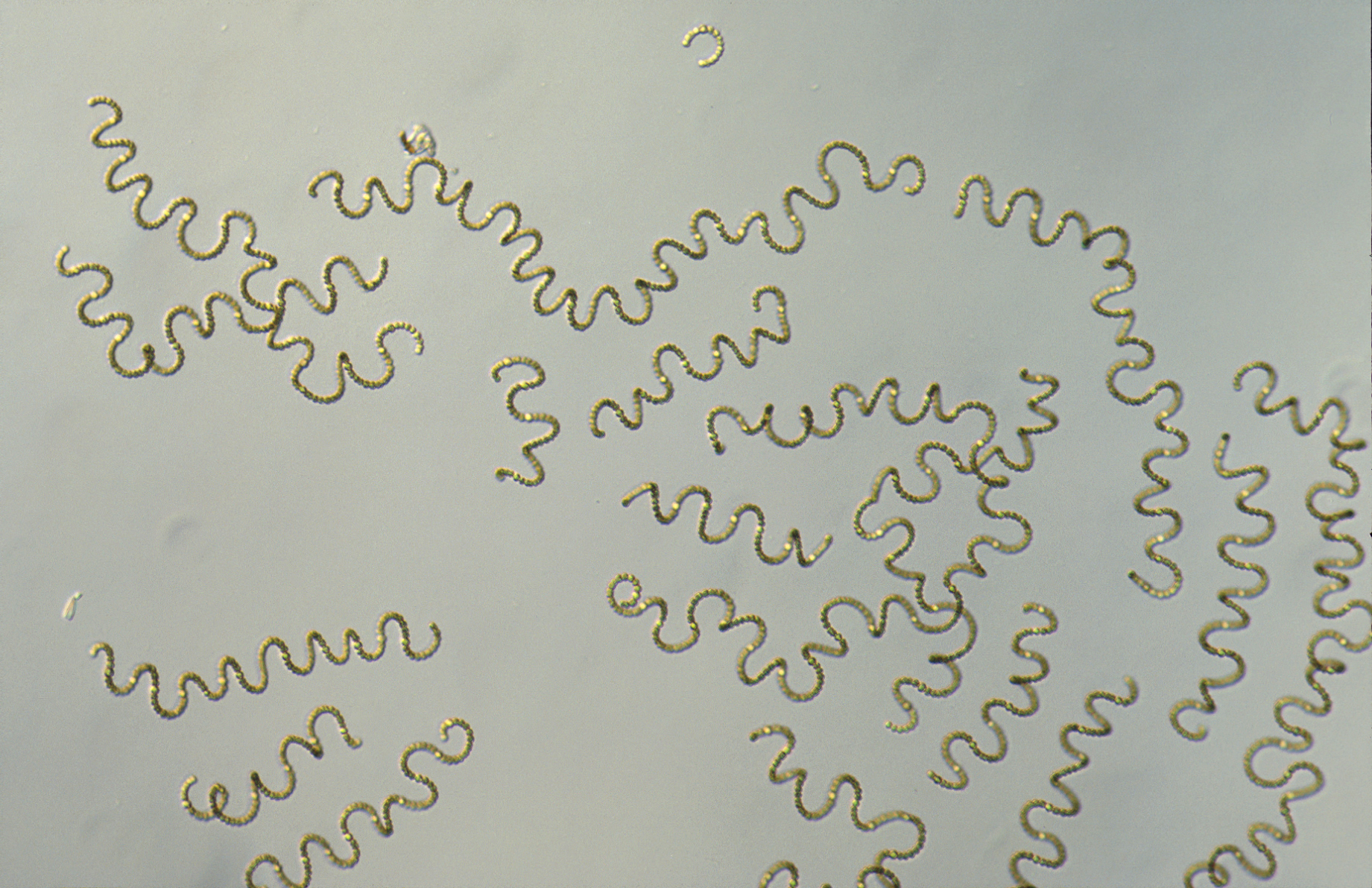
Anabaena circinalis
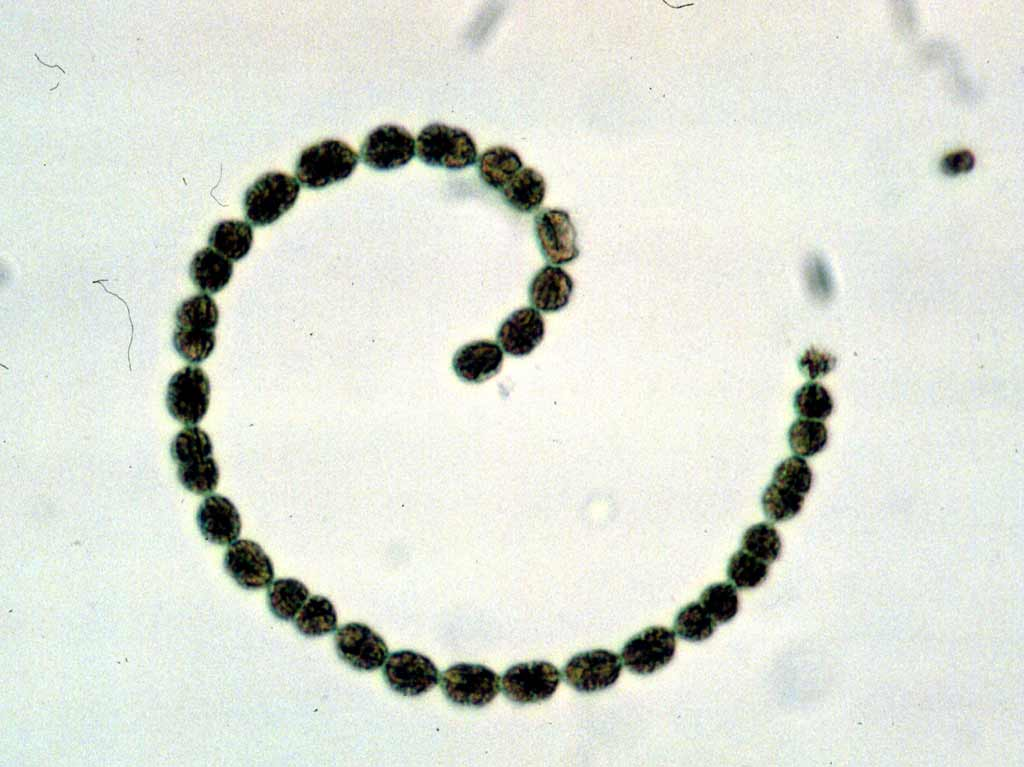
Anabaena flos-aquae
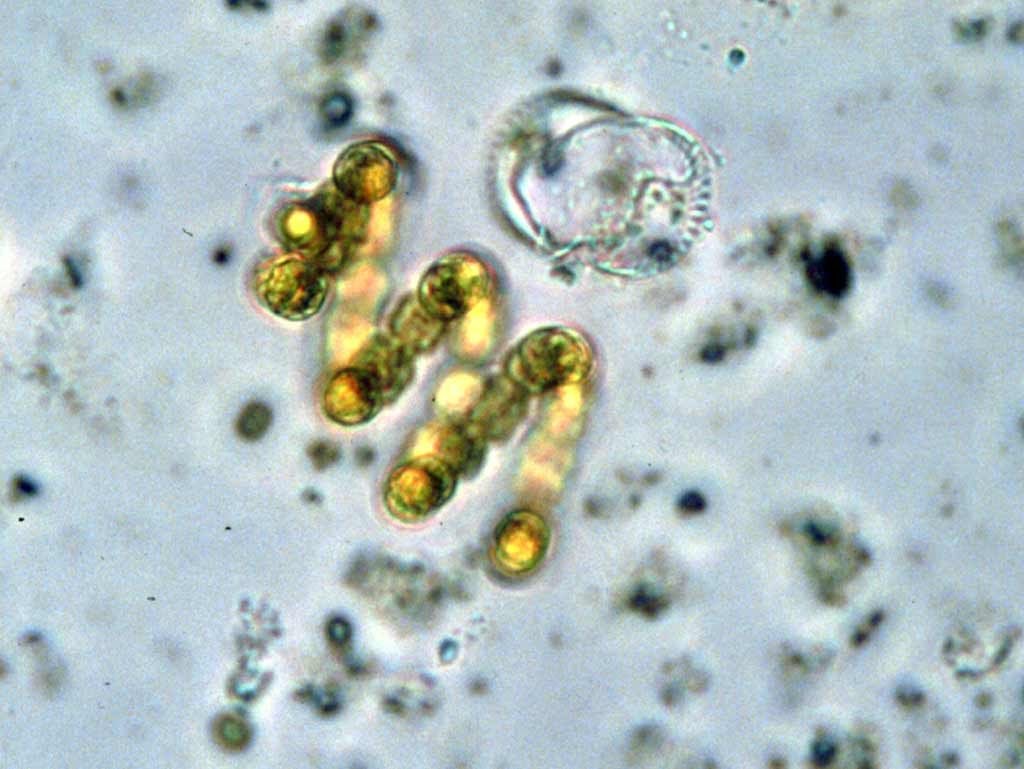
Anabaena spiroides

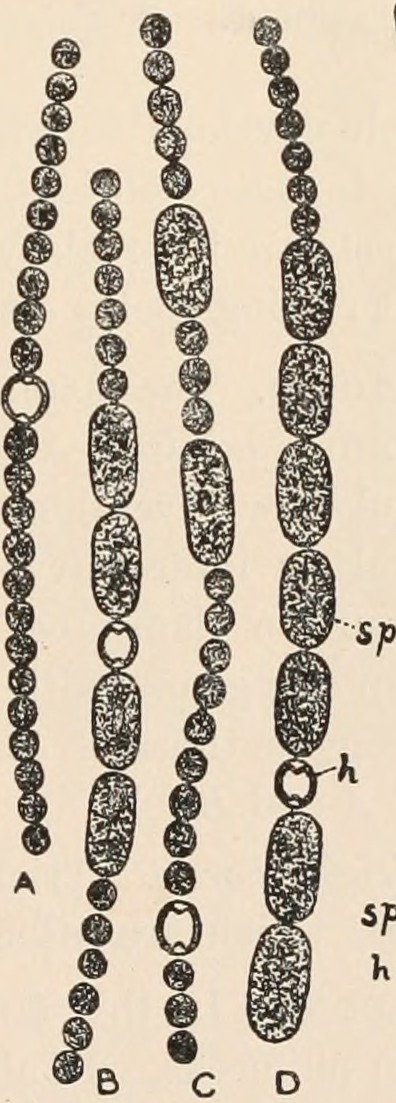
A. inaequalis h: Heterocyste sp: Spore
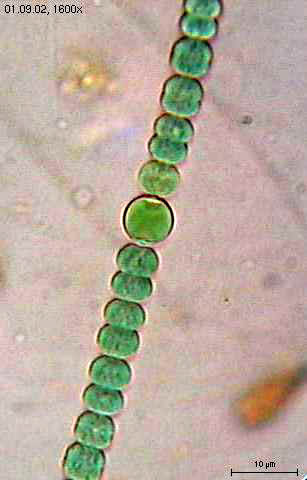
Anabaena sphaerica
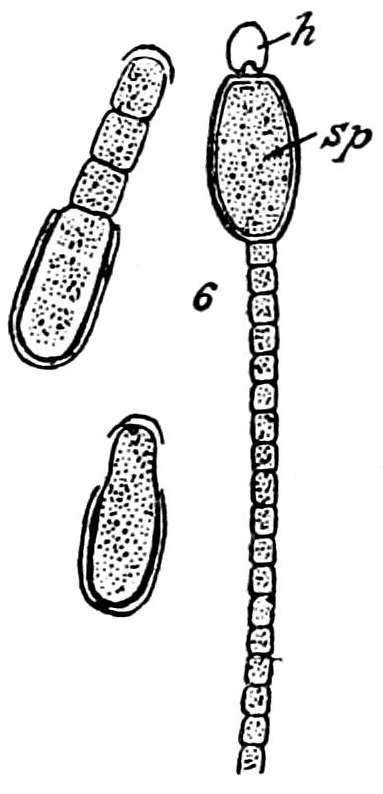
Anabaena sphaerica  var. macrosperma, h, sp: dito links: auskeimende Arthrosporen.

## Belege
- Karl-Heinz Linne von Berg, Michael Melkonian u. a.: Der Kosmos-Algenführer. Die wichtigsten Süßwasseralgen im Mikroskop. Kosmos, Stuttgart 2004, ISBN 3-440-09719-6.
- Heinz Streble, Dieter Krauter: Das Leben im Wassertropfen. Mikroflora und Mikrofauna des Süßwassers. Ein Bestimmungsbuch. 10. Auflage. Kosmos, Stuttgart 2006, ISBN 3-440-10807-4.